# فدریکا
فِدِریکا (ایتالیایی: Federica، تلفظ ایتالیایی: [fedeˈriːka]) یک نام کوچک زنانه است. افراد سرشناس با این نام از این قرارند:
- فدریکا پانیکوچی، مجری و گویندهٔ رادیو، هنرپیشه و مجری تلویزیون مشهور اهل ایتالیا
- فدریکا پلگرینی، شناگر اهل ایتالیا
- فدریکا ساگور ماس (۱۹۰۰ – ۲۰۱۲)، فیلم‌نامه‌نویس، نمایش‌نامه‌نویس، پدیدآور و روزنامه‌نگار اهل ایالات متحده آمریکا
- فدریکا فونتانا، شخصیت تلویزیونی و گوینده ورزشی اهل ایتالیا
- فدریکا گوئیدی، سیاست‌مدار اهل ایتالیا
- فدریکا موگرینی، سیاستمدار ایتالیایی
- فدریکا مونتسنی (۱۹۰۵–۱۹۹۴)، روشنفکر آنارشیست اسپانیایی و وزیر بهداشت در دولت انقلابی اسپانیا